# Shikanoko Nokonoko Koshitantan
Shikanoko Nokonoko Koshitantan (しかのこのこのここしたんたん?), también conocida como My Deer Friend Nokotan en inglés y Mi amiga Nokotan es un ciervo en Hispanoamérica, es una serie de manga japonesa escrita e ilustrada por Oshioshio. La serie comenzó a serializarse en la revista de manga shōnen de Kōdansha Shōnen Magazine Edge, en noviembre de 2019. Después de la disolución de la revista en octubre de 2023, se transfirió al sitio web Magazine Pocket en diciembre del mismo año. Una adaptación de la serie de televisión de anime producida por Wit Studio se emitió de julio a septiembre de 2024.

## Sinopsis
Torako Koshi es una chica de secundaria popular y hermosa que intenta mantener las apariencias como una belleza recatada y apropiada. Sin embargo, un día, rescata a una extraña chica-ciervo que cuelga de unos cables eléctricos de camino a la escuela. Luego, la chica pronto se transfiere a su escuela, se presenta como Shikanoko y comienza a arrastrar a Torako a sus extrañas travesuras, amenazando con exponer su pasado oculto como un violento delincuente yanqui, todo mientras Torako parece ser la única que nota algo malo con Noko.

## Personajes

### Club de ciervos
Noko Shikanoko (鹿乃子のこ Shikanoko Noko?) / Nokotan (のこたん?)
 Seiyū: Megumi Han, Nayeli Mendoza (español latino)
Una misteriosa chica ciervo que se le apareció a Torako un día, afirmando que podía "oler" su pasado de delincuente yanqui, y se niega a dejarla de lado después de ser rescatada de unas líneas eléctricas. Al igual que un ciervo, a Noko le encantan las galletas de ciervo y las astas que brotan de su cabeza, pero las suyas son desmontables y pueden ser cualquier cosa, desde explosivos hasta almacenamiento de alimentos, apéndices similares a tentáculos o incluso usarse como palanca para abrir la parte superior de su cabeza. Noko también inicia el Club de los Ciervos en la escuela, donde se supone que los miembros del club deben cuidar de los ciervos como Noko.
Torako Koshi (虎視虎子 Koshi Torako?) / Koshitan (こしたん?)
 Seiyū: Saki Fujita, María García (español latino)
Una exalumna yanqui (delincuente) apodada la "Tigre de Hino" en su escuela secundaria. Torako intenta dar la imagen de una presidenta del consejo estudiantil digna e ideal en su escuela secundaria actual, pero lidiar con Noko la arrastra de nuevo a viejos hábitos mientras intenta lidiar con la nueva locura de su vida diaria. Más tarde (de mala gana) se convierte en la presidenta del Club de los Ciervos de la escuela, iniciado por Noko, donde ella y otros amigos ciervos se reúnen después de la escuela.
Anko Koshi (虎視餡子 Koshi Anko?)
 Seiyū: Rui Tanabe, Ale Pilar (español latino)
La hermana de Torako que está obsesionada con ella, al punto que Anko intenta matar a Noko luego de acusarla de robarle la atención a Torako. Después de luchar contra Noko hasta empatar en una competencia de trivia de Torako, Anko llega a un entendimiento con ella y el próximo semestre se une al Club de los Ciervos.
Meme Bashame (馬車芽めめ Bashame Meme?)
 Seiyū: Fūka Izumi, Azul Valadez (español latino)
Una estudiante de primer año que afirma que quiere convertirse en un ciervo después de que Noko le regalara una galleta de ciervo antes de la escuela. Le encanta cocinar arroz y sueña con plantar su propio campo de arroz.

### Consejo estudiantil
Neko Nekoyamada
 Seiyū: Yurika Kubo, Scarlet Miuller (español latino)
La vicepresidenta felina del consejo estudiantil de la escuela bajo Torako. Ella ve al Club de los Ciervos como su competencia.
Riku Tanukikōji
 Seiyū: Rio Tsuchiya, Azucena Estrada (español latino)
Secretaria del Consejo Estudiantil, por su personalidad amable y seria tiende a pensar demasiado y reaccionar exageradamente a los problemas que la afectan.
Chiharu Tsubameya
 Seiyū: Chinatsu Akasaki, Sofía Huerta (español latino)
Tesorera del Consejo Estudiantil que parece tranquila y distante, pero secretamente es una otaku.

### Otros personajes
Yoshiharu Tsubameya
 Seiyū: Takuya Eguchi, Armando Corona (español latino)
Es el hermano mayor de Chiharu y dueño del café Kissa Tsubame. Está obsesionado con Chiharu. Insiste en brindar un servicio de primera calidad a los clientes de su café, pero se sorprende cuando Noko no se sorprende por su servicio.
Ukai (鵜飼?)
 Seiyū: Kikuko Inoue, Alexa Navarro (español latino)
Es la profesora de la clase de Torako y Noko, así como profesora asesora del Club de los Ciervos. Siempre sonríe y no le molesta la naturaleza excéntrica de Noko y del Club de los Ciervos. De hecho, apoya al Club de los Ciervos.

## Contenido de la obra

### Manga
El manga fue escrito e ilustrado por Oshioshio, Shikanoko Nokonoko Koshitantan comenzó a serializarse en la revista de manga shōnen de Kodansha, Shōnen Magazine Edge, el 15 de noviembre de 2019. Después de que se publicó el número final de Shōnen Magazine Edge el 17 de octubre de 2023, la serie se transfirió a la revista. Sitio web de bolsillo el 20 de diciembre del mismo año. Los capítulos de la serie se han recopilado en siete volúmenes de tankōbon a partir de marzo de 2025. La serie tiene licencia en inglés de Seven Seas Entertainment.

#### Lista de volúmenes
| Volúmenes de manga publicados | Volúmenes de manga publicados | Volúmenes de manga publicados |
| Número                        | Fecha de lanzamiento          | ISBN                          |
| ----------------------------- | ----------------------------- | ----------------------------- |
| 1                             | 17 de julio de 2020           | ISBN 978-4-06-520245-6        |
| 2                             | 17 de febrero de 2021         | ISBN 978-4-06-522330-7        |
| 3                             | 17 de febrero de 2022         | ISBN 978-4-06-526851-3        |
| 4                             | 16 de febrero de 2023         | ISBN 978-4-06-530787-8        |
| 5                             | 9 de mayo de 2024             | ISBN 979-8-89160-645-6        |
| 6                             | 9 de julio de 2024            | ISBN 978-4-06-536165-8        |
| 7                             | 7 de marzo de 2025            | ISBN 978-4-06-538743-6        |

### Anime
El 13 de marzo de 2024 se anunció una adaptación de la serie de televisión de anime. La serie está producida por Wit Studio y dirigida por Masahiko Ohta, con Takashi Aoshima escribiendo y supervisando guiones, Ayumu Tsujimura diseñando los personajes y Yasuhiro Misawa componiendo la música. La serie se estrenó el 7 de julio de 2024 en Tokyo MX y BS NTV. El tema de apertura "Shikairo Days" es interpretado por Megumi Han, Saki Fujita, Rui Tanabe y Fūka Izumi como sus respectivos personajes en el Deer Club, mientras que el tema de cierre "Shika-senbei no Uta" es interpretado por Han y Fujita, como sus respectivos personajes. REMOW obtuvo la licencia de la serie y la transmitió internacionalmente fuera de Asia en Amazon Prime Video, Anime Onegai y Crunchyroll.
El 27 de junio de 2024, Anime Onegai anunció que la serie recibió un doblaje en español latino, la cual se estrenó el 7 de julio.
El 14 de septiembre de 2024 fue estrenado por el canal público de México Canal 22.

## Recepción
Este anime obtuvo fama a nivel internacional meses antes de su estreno, debido a que el equipo de marketing de la serie publicó un video en Youtube de Koshi bailando frente a un ciervo al ritmo del inicio del opening ("Shikairo Days") repitiéndose por 1 hora, el cual se viralizó casi de manera instantánea por ser considerado un meme fuera de contexto, esta estrategia le dio un impulso a la publicidad del anime que permitió una expectación mundial.
En diciembre, ganó el premio en la categoría de “Palabras más Populares” en los TikTok Trend Awards 2024.